# Kosher Kitty Kelly
Kosher Kitty Kelly (Brasil: Dois Palminhos de Gente ) é um filme mudo do gênero comédia produzido nos Estados Unidos, dirigido por James W. Horne e lançado em 1926.